# Leptosciarella nativa
Leptosciarella nativa är en tvåvingeart som beskrevs av Hans-Georg Rudzinski 2005. Leptosciarella nativa ingår i släktet Leptosciarella och familjen sorgmyggor.
Artens utbredningsområde är Taiwan. Inga underarter finns listade i Catalogue of Life.